# Bryoerythrophyllum lusitanicum
Bryoerythrophyllum lusitanicum là một loài Rêu trong họ Pottiaceae. Loài này được (Cardot & Dixon) M.O. Hill mô tả khoa học đầu tiên năm 1981.